# Billy Harris (ishockeyspelare född 1935)
William Edward "Billy" Harris, född 29 juli 1935 i Toronto, Ontario, död 20 september 2001 i Toronto, var en kanadensisk professionell ishockeyspelare samt Förbundskapten för det svenska ishockeylandslaget Tre Kronor mellan åren 1971 och 1972. Han spelade i NHL från 1955 till 1969 för Toronto Maple Leafs, Detroit Red Wings, Oakland Seals och Pittsburgh Penguins. Harris vann Stanley Cup tre gånger med Toronto Maple Leafs: 1962, 1963 och 1964. 
Harris tränade WHA-lagen Ottawa Nationals och Toronto Toros åren 1972–1975 och även det kanadensiska landslaget i 1974 års Summit Series. Säsongen 1981–1982 var han assisterande tränare i Edmonton Oilers. Han avslutade sin tränarkarriär som huvudtränare för OHL-laget Sudbury Wolves åren 1982–1984.

## Statistik

### Klubbkarriär
| 1950–51    | Toronto Marlboros   | OHA          | 2   | 0   | 1   | 1   | 0   | —  | —  | —  | —  | —  |
| 1951–52    | Toronto Marlboros   | OHA          | 3   | 0   | 1   | 1   | 0   | —  | —  | —  | —  | —  |
| 1952–53    | Toronto Marlboros   | OHA          | 56  | 20  | 31  | 51  | 4   | 7  | 2  | 1  | 3  | 4  |
| 1953–54    | Toronto Marlboros   | OHA          | 59  | 25  | 39  | 64  | 27  | 15 | 4  | 6  | 10 | 20 |
| 1954–55    | Toronto Marlboros   | OHA          | 47  | 37  | 29  | 66  | 26  | 13 | 10 | 18 | 28 | 11 |
|            |                     | Memorial Cup | –   | –   | –   | –   | –   | 11 | 5  | 6  | 11 | 0  |
| 1955–56    | Toronto Maple Leafs | NHL          | 70  | 9   | 13  | 22  | 8   | 5  | 1  | 0  | 1  | 4  |
| 1956–57    | Toronto Maple Leafs | NHL          | 23  | 4   | 6   | 10  | 6   | —  | —  | —  | —  | —  |
| 1956–57    | Rochester Americans | AHL          | 43  | 5   | 20  | 25  | 15  | 2  | 0  | 0  | 0  | 4  |
| 1957–58    | Toronto Maple Leafs | NHL          | 68  | 16  | 28  | 44  | 32  | —  | —  | —  | —  | —  |
| 1958–59    | Toronto Maple Leafs | NHL          | 70  | 22  | 30  | 52  | 29  | 12 | 3  | 4  | 7  | 16 |
| 1959–60    | Toronto Maple Leafs | NHL          | 70  | 13  | 25  | 38  | 29  | 9  | 0  | 3  | 3  | 4  |
| 1960–61    | Toronto Maple Leafs | NHL          | 66  | 12  | 27  | 39  | 30  | 5  | 1  | 0  | 1  | 0  |
| 1961–62    | Toronto Maple Leafs | NHL          | 67  | 15  | 10  | 25  | 14  | 12 | 2  | 1  | 3  | 2  |
| 1962–63    | Toronto Maple Leafs | NHL          | 65  | 8   | 24  | 32  | 22  | 10 | 0  | 1  | 1  | 0  |
| 1963–64    | Toronto Maple Leafs | NHL          | 63  | 6   | 12  | 18  | 17  | 9  | 1  | 1  | 2  | 4  |
| 1964–65    | Toronto Maple Leafs | NHL          | 48  | 1   | 6   | 7   | 0   | —  | —  | —  | —  | —  |
| 1964–65    | Rochester Americans | AHL          | 11  | 4   | 10  | 14  | 6   | 10 | 5  | 12 | 17 | 10 |
| 1965–66    | Detroit Red Wings   | NHL          | 24  | 1   | 4   | 5   | 6   | —  | —  | —  | —  | —  |
| 1965–66    | Pittsburgh Hornets  | AHL          | 42  | 15  | 22  | 37  | 2   | 3  | 0  | 0  | 0  | 2  |
| 1966–67    | Pittsburgh Hornets  | AHL          | 70  | 34  | 36  | 70  | 29  | 9  | 2  | 6  | 8  | 6  |
| 1967–68    | Oakland Seals       | NHL          | 62  | 12  | 17  | 29  | 2   | —  | —  | —  | —  | —  |
| 1968–69    | Oakland Seals       | NHL          | 19  | 0   | 4   | 4   | 2   | —  | —  | —  | —  | —  |
| 1968–69    | Pittsburgh Penguins | NHL          | 54  | 7   | 13  | 20  | 8   | —  | —  | —  | —  | —  |
| AHL totalt | AHL totalt          | AHL totalt   | 166 | 58  | 88  | 146 | 52  | 24 | 7  | 18 | 25 | 22 |
| NHL totalt | NHL totalt          | NHL totalt   | 769 | 126 | 219 | 345 | 205 | 62 | 8  | 10 | 18 | 30 |